# Bohuslän
Bohuslän és una província de Suècia a Götaland. Té 4.400 km² i està situada a la part més al nord del país del litoral occidental. Limita amb Dalsland al nord-est, amb Västergötland al sud-est, al braç Skagerrak de la Mar del Nord a l'oest i el comtat d'Østfold, de Noruega, al nord.
Bohuslän rep el nom del castell noruec medieval de Båhus. Båhuslen va ser un comtat de Noruega des de l'any 1050 fins al Tractat de Roskilde de 1658, quan el Regne de Dinamarca-Noruega va perdre aquesta zona com també el Skåneland en favor de Suècia.

## Geografia

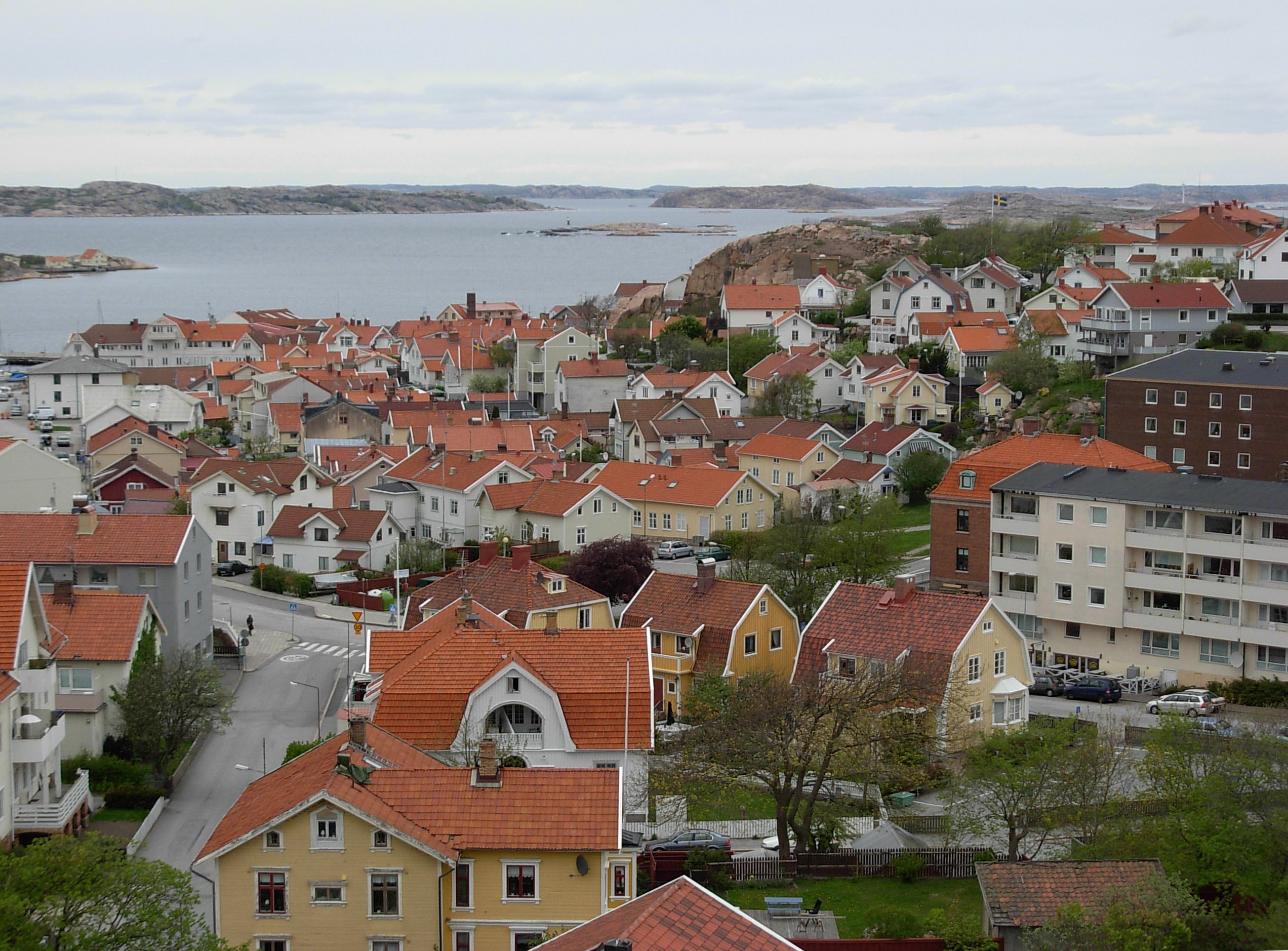
Lysekil, un poble pesquer de Bohuslän

El litoral és rocós i envolta un arxipèlag d'unes 3.000 illes i 5.000 illots (skerries). Formen la part nord de l'arxipèlag de Gothenburg. En temps antics les roques produïen molts naufragis. Dues illes grans, Orust i Tjörn, constitueixen el seu propi municipi. El punt més alt és Björnepiken amb 224 metres.
L'únic fiord de Suècia, el Gullmarn o Gullmarsfjorden, es troba prop de Lysekil.
El litoral de Bohuslän està classificat com la setena zona del món de vida silvestre per CNN Travel.
Els seus llacs tendeixen a ser petits, els més grans es troben a la zona nord i sud dels llacs Bullaren amb un total de 40 km².

### Població

Bandera proposada per Bohuslän.

A 31 de desembre de 2009, tenia 287.223 habitants, amb una densitat de població de 65,3 habitants/km².

### Illes de Bohuslän
| - Björkö - Bohus Malmön - Brattön - Dyngö - Dyrön - Fotö - Grötö - Gullholmen - Hamburgö - Hisingen (parcialment) - Härmanö | - Hyppeln - Hållö - Hälsö - Hönö - Kalvsund - Koster - Klädesholmen - Källö-Knippla - Käringön | - Malmön - Marstrand - Orust - Rörö - Resö - Stenungsön - Tjörn - Vinga - Åstol - Öckerö |

### Assentaments principals de Bohuslän
- Kungälv (aproximadament 1.100)
- Lysekil (1903)
- Marstrand (aproximadament 1.200)
- Strömstad (1672)
- Uddevalla (1498)

Altres assentaments:
| - Andalen - Brastad - Björlanda - Fiskebäckskil - Fjällbacka - Grebbestad - Gothenburg (la part nord-oest de la ciutat es troba a Hisingen, i la majoria de les illes a Bohuslän) - Hamburgsund - Henån - Herrestad - Hjuvik - Hunnebostrand | - Kungshamn - Ljungskile - Munkedal - Rabbalshede - Rönnäng - Skärhamn - Smögen - Stenungsund - Stora Höga - Tanumshede - Torslanda - Öckerö |

## Història

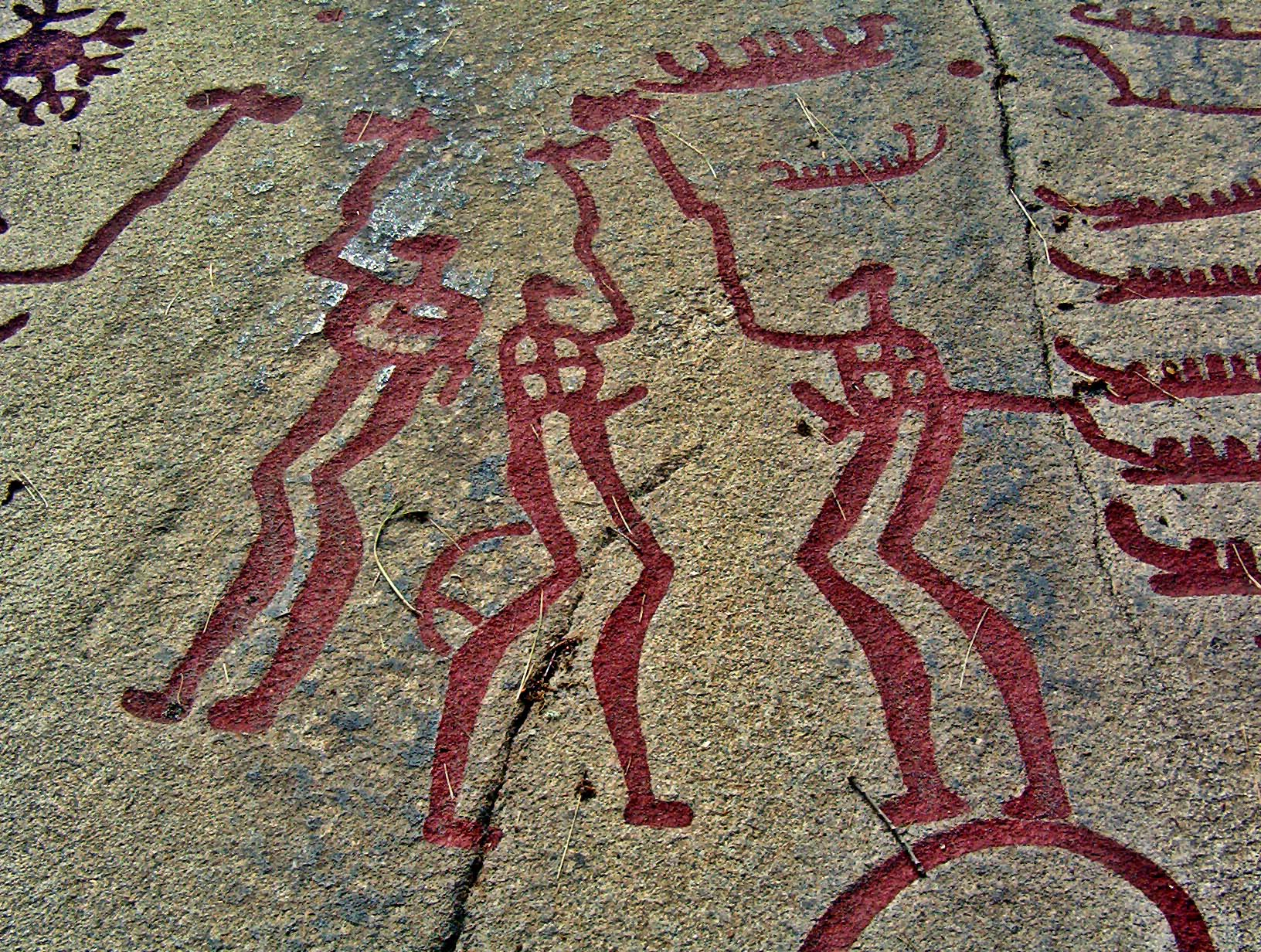
Art de l'Edat del Bronze a Bohuslän, Tres homes en un ritual, circa II mil·lenni aC.

Durant el període de la migració (300 a 700)i l'Edat Viking (700-1000), la zona va formar part de Viken, i tenia sues entitats: Ranrike al nord i Elfsyssel al sud.

## Cultura

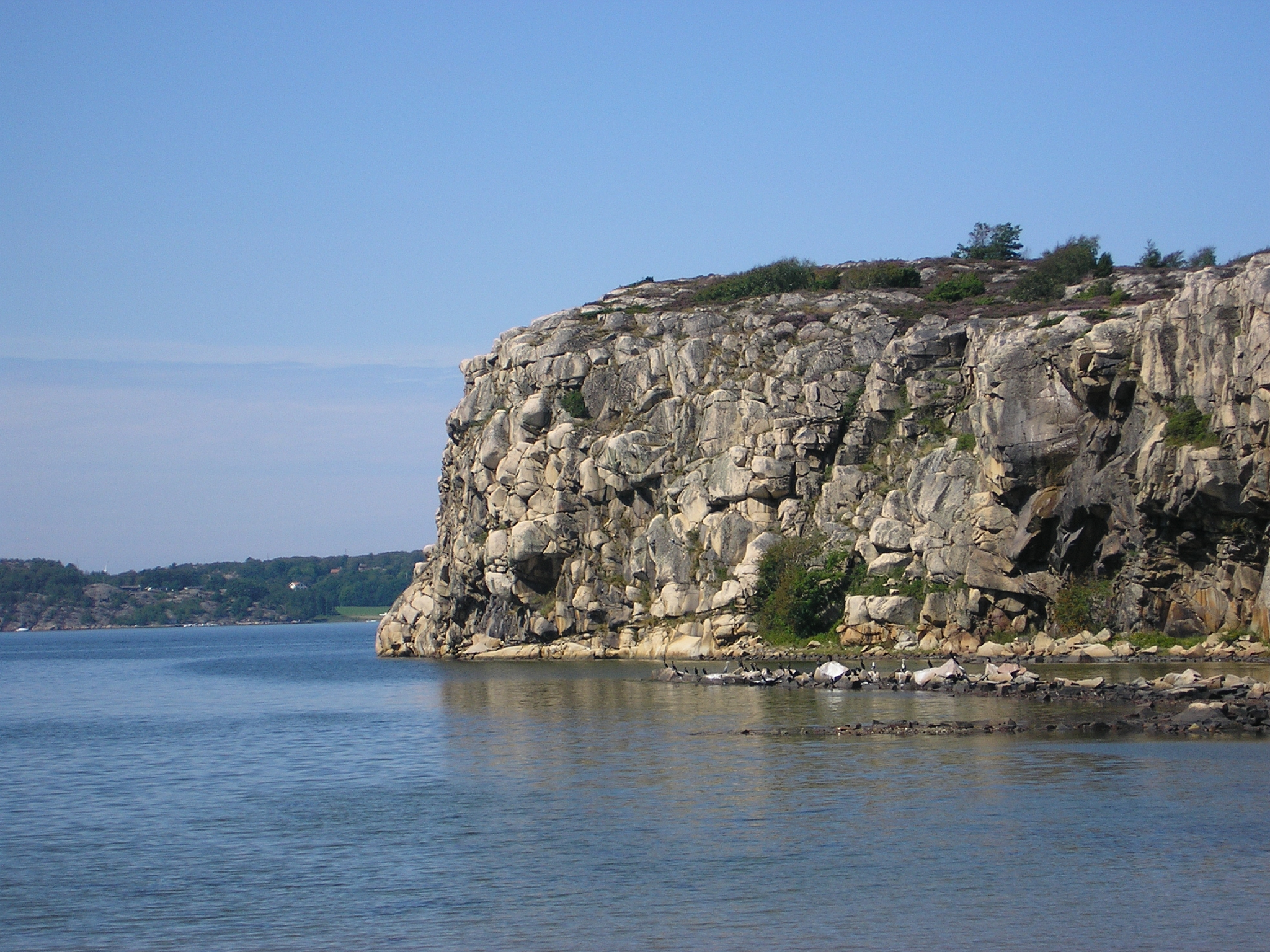
Urhultsberget a Lysekil

A Bohuslän hi ha una varieta del dialecte Götaland del suec. Té restes de l'idioma noruec.